# Carlo Romani
Carlo Romani (n. 24 mai 1824, Avelino — 4 martie 1875, Florența) a fost un compozitor de operă italian.

## Lista operelor
- 1847 -- Tutti amanti - libretul scris de Francesco Maria Piave, premiera la Florența în 1847
- 1852 -- Il mantello, premiera la Florența în 1852
- 1854 -- I Baccanali di Roma, premiera la Florența în 1854
- 1865 -- Ermellina ossia Le gemme della corona, premiera la Florența în 1865